# Karol Pecze
Karol Pecze (ur. 7 lutego 1946 w Koszycach) – słowacki i czechosłowacki piłkarz trener piłkarski, w latach 1992–1993 trener Wisły Kraków.

## Życiorys
Urodził się 7 lutego 1946 w Koszycach w Czechosłowacji.
Wychowywał się w Moldavie nad Bodvou, gdzie rozpoczął karierę piłkarską w klubie FK Bodva, następnie grał w Interze Bratysława i TSMB Trnávka, ale szybko zakończył ją ze względu na problemy zdrowotne.
Karierę trenerską rozpoczął w 1976 w TSMB Trnávka, który to klub trenował do 1979. W latach 1979–1981 był trenerem ŠK Žilina. Następnie pracował w Slovanie Bratysława od 1981 do 1983 jako asystent, a w latach 1983–1984 jako pierwszy trener. W 1982 klub zdobył Puchar Czechosłowacji. Od 1984 Pecze przez pięć lat był trenerem klubu FC DAC Dunajská Streda, z którym w 1985 awansował – pierwszy raz w historii klubu – do czechosłowackiej pierwszej ligi. W sezonie 1986/1987 klub zajął czwarte miejsce w lidze oraz zdobył Puchar Słowacji i Puchar Czechosłowacji, dzięki czemu w kolejnym sezonie zadebiutował w Pucharze Zdobywców Pucharów. W rundzie wstępnej wygrał dwumecz z cypryjskim AEL Limassol, w 1/16 uległ szwajcarskiemu BSC Young Boys, w lidze FC DAC osiągnął największy sukces w historii, zdobywając trzecie miejsce. Dzięki temu w sezonie 1988/1989 klub wystąpił Pucharze UEFA. W pierwszej rundzie zwyciężył w dwumeczu ze szwedzkim Östers IF, by w kolejnej uznać wyższość Bayernu Monachium. W lidze klub zakończył sezon na szóstym miejscu, zaś Pecze opuścił Dunajską Stredę i w latach 1989–1990 (lub 1991) prowadził węgierski Győri ETO FC. W sezonie 1991/1992 trenował FC Nitra.
Od lipca 1992 do czerwca 1993 był trenerem polskiego klubu Wisła Kraków. Ten sezon polskiej pierwszej ligi zakończyła tzw. niedziela cudów, podczas której Wisła przegrała z Legią Warszawa 0:6, w meczu uważanym za „sprzedany”. Jego wynik został anulowany przez PZPN. Po sezonie, który Wisła zakończyła ostatecznie na 10. pozycji, Pecze został z klubu zwolniony.
Powrócił na Słowację i od 1994 do 1997 trenował Spartak Trnawa, a w latach 1997–1998 FC Košice. Następnie prowadził tureckie kluby – najpierw Gençlerbirliği SK (1998–2000), a w latach 2000–2002 – Çaykur Rizespor (2000 do 2002). Od 2002 do 2004 był trenerem Interu Bratysława, a w 2004 prowadził grecki Panionios GSS. Następnie powrócił do Żyliny i w latach 2005–2006 ponownie trenował tamtejszy klub piłkarski. W 2006 przez kilka miesięcy był trenerem Sivassporu, a w latach 2008–2009 ponownie prowadził zespół Spartak Trnawa.

## Życie prywatne
Był żonaty z Eleonorą, z którą miał dwóch synów: Karola i Petra.

## Sukcesy trenerskie
- DAC 1904 Dunajská Streda[5]
  - Puchar Czechosłowacji (1987)
  - 3. miejsce w lidze (1988)